# Velothon Berlín
La Velothon Berlín (fins al 2013 coneguda com a ProRace Berlín) era una cursa ciclista alemanya que es disputà entre el 2011 i el 2015 i que era dirigida per l'exciclista alemany Erik Zabel. La cursa es disputava pels voltants de Berlín i formà part de l'UCI Europa Tour des de la seva creació. Marcel Kittel, amb dues victòries, és el ciclista que més vegades guanyà la cursa.

## Palmarès
| Any             | Vencedor        | Segon           | Tercer           |
| --------------- | --------------- | --------------- | ---------------- |
| ProRace Berlin  |                 |                 |                  |
| 2011            | Marcel Kittel   | Giacomo Nizzolo | Aleksei Màrkov   |
| 2012            | André Greipel   | Rüdiger Selig   | Raymond Kreder   |
| 2013            | Marcel Kittel   | Matteo Pelucchi | André Greipel    |
| Velothon Berlin |                 |                 |                  |
| 2014            | Raymond Kreder  | Sam Bennett     | Aleksandr Pórsev |
| 2015            | Ramon Sinkeldam | Sam Bennett     | Zico Waeytens    |